# Mustelus asterias
Mustelus asterias е вид хрущялна риба от семейство Triakidae.

## Разпространение
Видът е разпространен в Албания, Алжир, Белгия, Босна и Херцеговина, Великобритания, Германия, Гърция, Дания, Египет, Западна Сахара, Израел, Ирландия, Испания, Италия, Либия, Ливан, Мароко, Нидерландия, Норвегия, Португалия, Сирия, Словения, Тунис, Франция, Хърватия, Черна гора и Швеция.